# Gemscorno

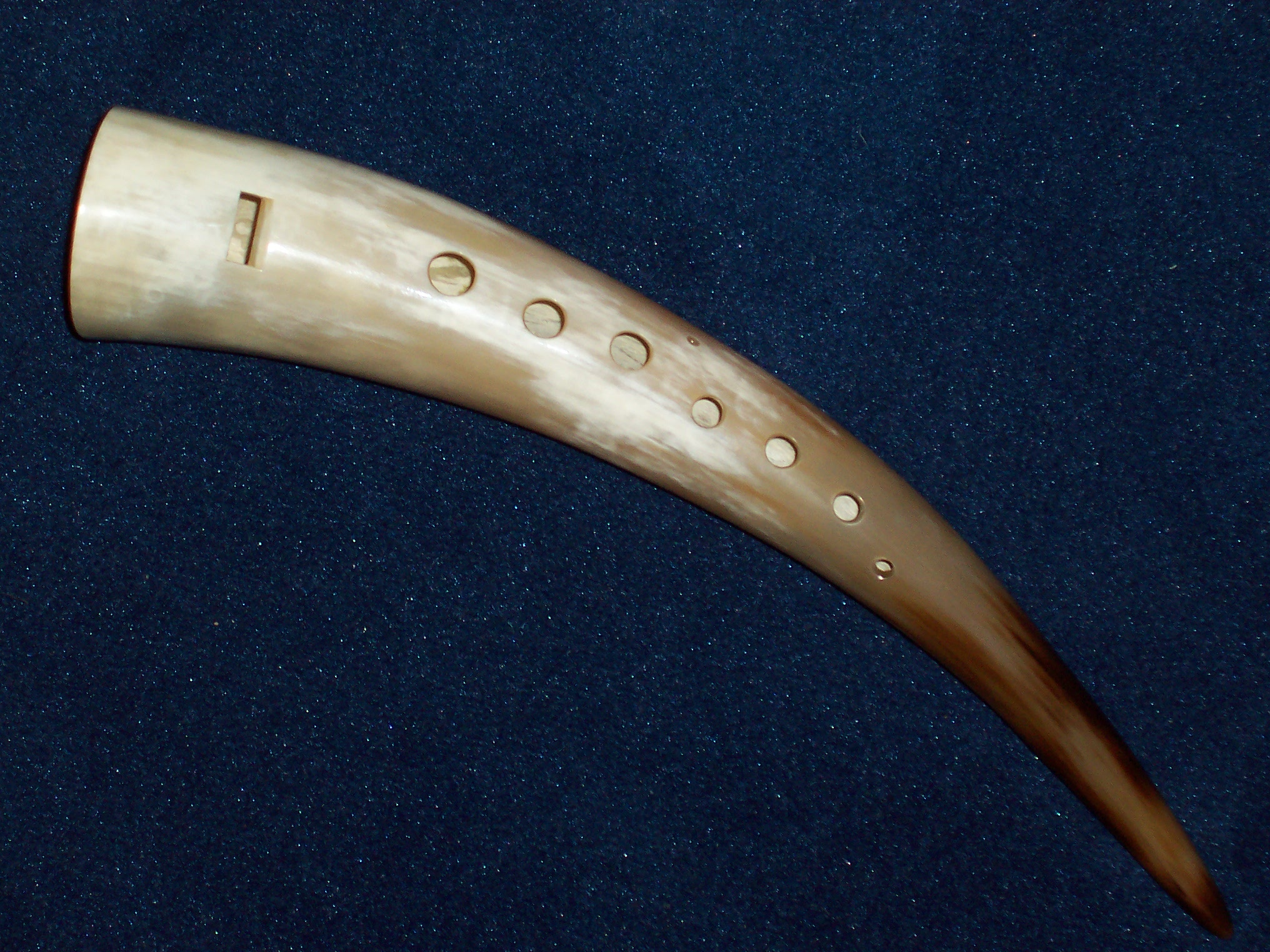
Gemscorno

El gemscorno o gemshorn es un instrumento de viento de la familia de la ocarina que tradicionalmente se hacía de cuerno de gamuza o de otro animal caprino. El gemshorn recibe su nombre del alemán, que significa cuerno de gamuza.

## Historia
Este instrumento estuvo en uso en los siglos XV y XVI . Se han encontrado ejemplares desenterrados en Italia, Hungría y Alemania, incluido un instrumento hecho de barro. La historia temprana del instrumento no es bien conocida, pero la más antigua ilustración está en la obra Musica Getutscht (1511), de Sebastian Virdung. 
El volumen 2 de "De Organographica", de Michael Praetorius de principios del siglo XVII, provee diagramas del gemscorno.

## Ejecución y sonido

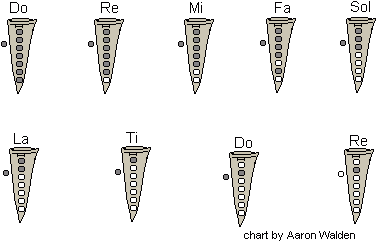
Tabla de digitación

El gemscorno se sopla por el borde de la parte ancha del cuerno.
Ilustraciones del siglo XVI muestran un instrumento que tenía unos cuantos orificios, y un rango limitado. El gemscorno de barro encontrado en el siglo XV mencionado antes, tuvo un rango cromático de una octava. Los fabricantes modernos han seleccionado proyectar la digitación de la flauta dulce.

El sonido del gemscorno es similar al de otras flautas, pero con pocos armónicos, como ocurre con la ocarina. 